# ولید الاحمد
ولید الاحمد (عربی: وليد عبد الوهاب الأحمد؛ زادهٔ ۳ مهٔ ۱۹۹۹) بازیکن فوتبال اهل عربستان سعودی است.
از باشگاه‌هایی که در آن بازی کرده‌است می‌توان به باشگاه فوتبال الهلال و باشگاه فوتبال الفیصلی عربستان سعودی اشاره کرد.
وی همچنین در تیم‌های ملی فوتبال زیر ۲۳ سال عربستان سعودی و عربستان سعودی بازی کرده‌است.